# Григор'євка (Калінінградська область)
Григор'євка (рос. Григорьевка) — селище Полєського району, Калінінградської області Росії. Входить до складу Саранського сільського поселення. 
Населення —  26 осіб (2015 рік). 